# Lycianthes hygrophila
Lycianthes hygrophila är en potatisväxtart som beskrevs av Friedrich August Georg Bitter. Lycianthes hygrophila ingår i Himmelsögonsläktet som ingår i familjen potatisväxter. Inga underarter finns listade i Catalogue of Life.